# 비컨힐 (보스턴)

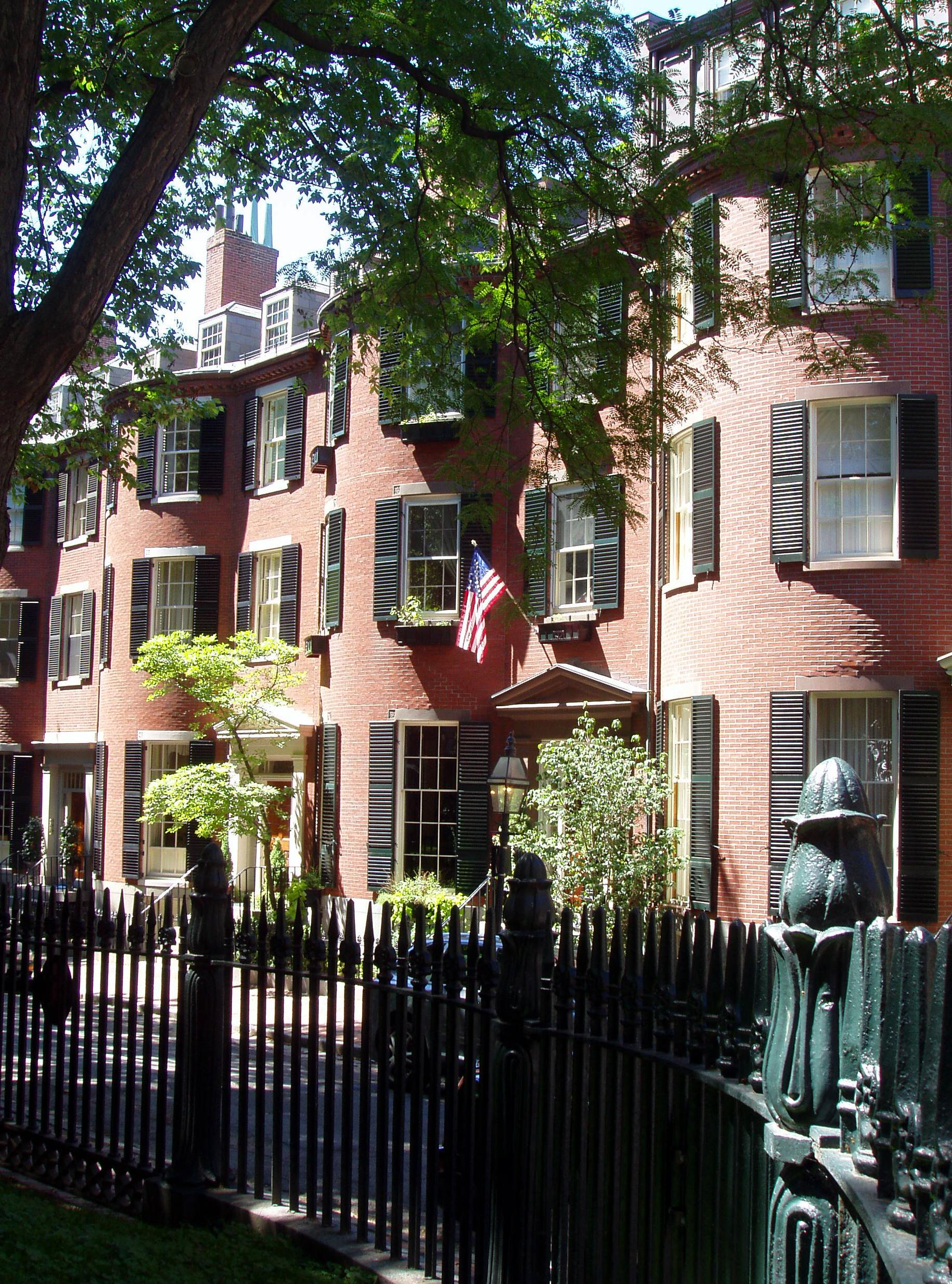
비컨힐

비컨힐(Beacon Hill)은 미국 매사추세츠주 보스턴 시내에 있는 지구이다. 보스턴의 다운타운 서쪽, 보스턴 커먼과 보스턴 퍼블릭 가든 북쪽에 인접해 있고, 조지 양식의 집들이 늘어서 부유층 주거 지역이다. 면적은 약 2.6km2로, 지구 내에는 약 10,000명이 거주하고있다. 거리 폭이 좁고, 벽돌로 보도가 깔려 있으며, 밤이되면 가스등이 켜진다. 지구 서쪽에는 찰스강이 흐르고있다.